# Voree
Voree er en kommunefri bebyggelse i udkanten af Burlington, i Walworth County i Wisconsin, USA. Voree er mest kendt som værende det historiske og nuværende hovedkvarter for Jesu Kristi Kirke af Sidste Dages Hellige (Strangiter), en gammel gren af mormonismen, som siden profeten James Strangs død er skrumpet mere og mere ind. Ifølge James Strang, der grundlagde byen, betyder Voree fredens have.
I byen findes løftets høj (Hill of Promise), det sted hvor James Strang angiveligt fandt Voreepladerne, som han oversatte til engelsk. Denne påståede oversættelse er stadig en del af strangitmormonernes hellige skrifter.